# St. Urban (Benniehausen)

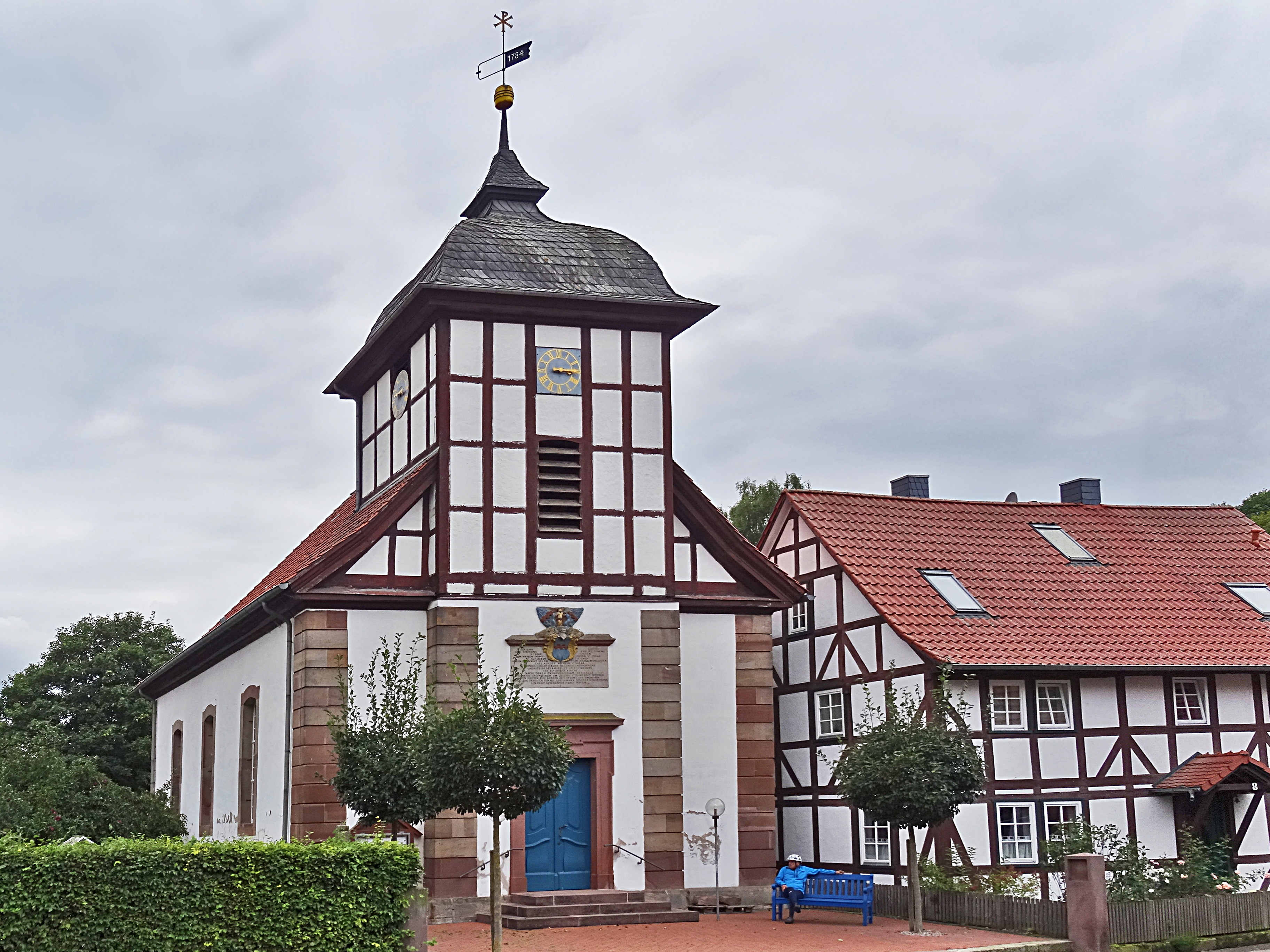
St. Urban

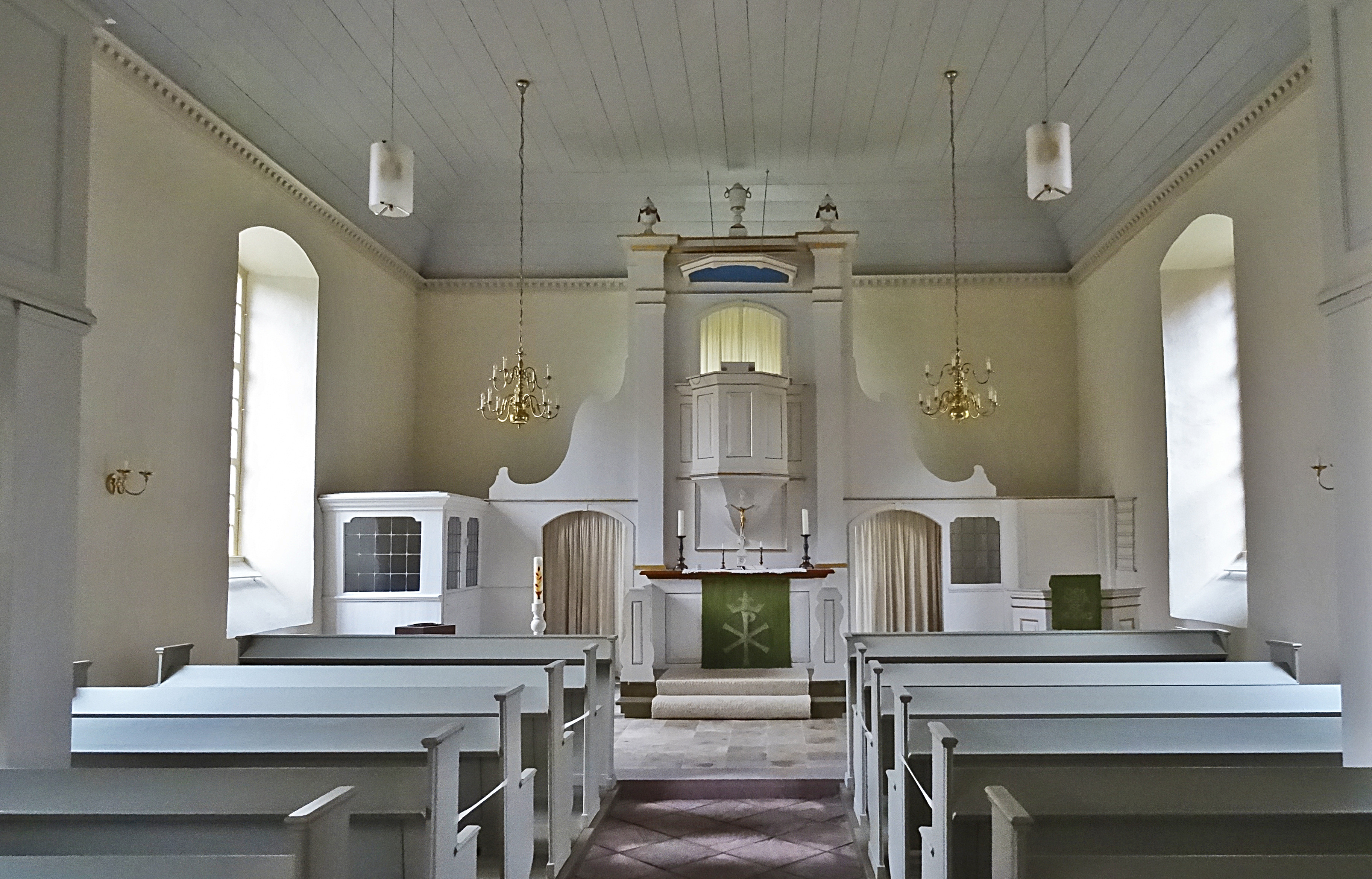
Innenansicht

Die evangelisch-lutherische denkmalgeschützte Kirche St. Urban steht in Benniehausen, einem Ortsteil der Gemeinde Gleichen im Landkreis Göttingen von Niedersachsen. Die Kirchengemeinde hat sich mit weiteren Kirchengemeinden zur Apostel-Kirchengemeinde in Gleichen zusammengeschlossen. Sie gehört zum Kirchenkreis Göttingen im Sprengel Hildesheim-Göttingen der Evangelisch-lutherischen Landeskirche Hannovers.

## Beschreibung

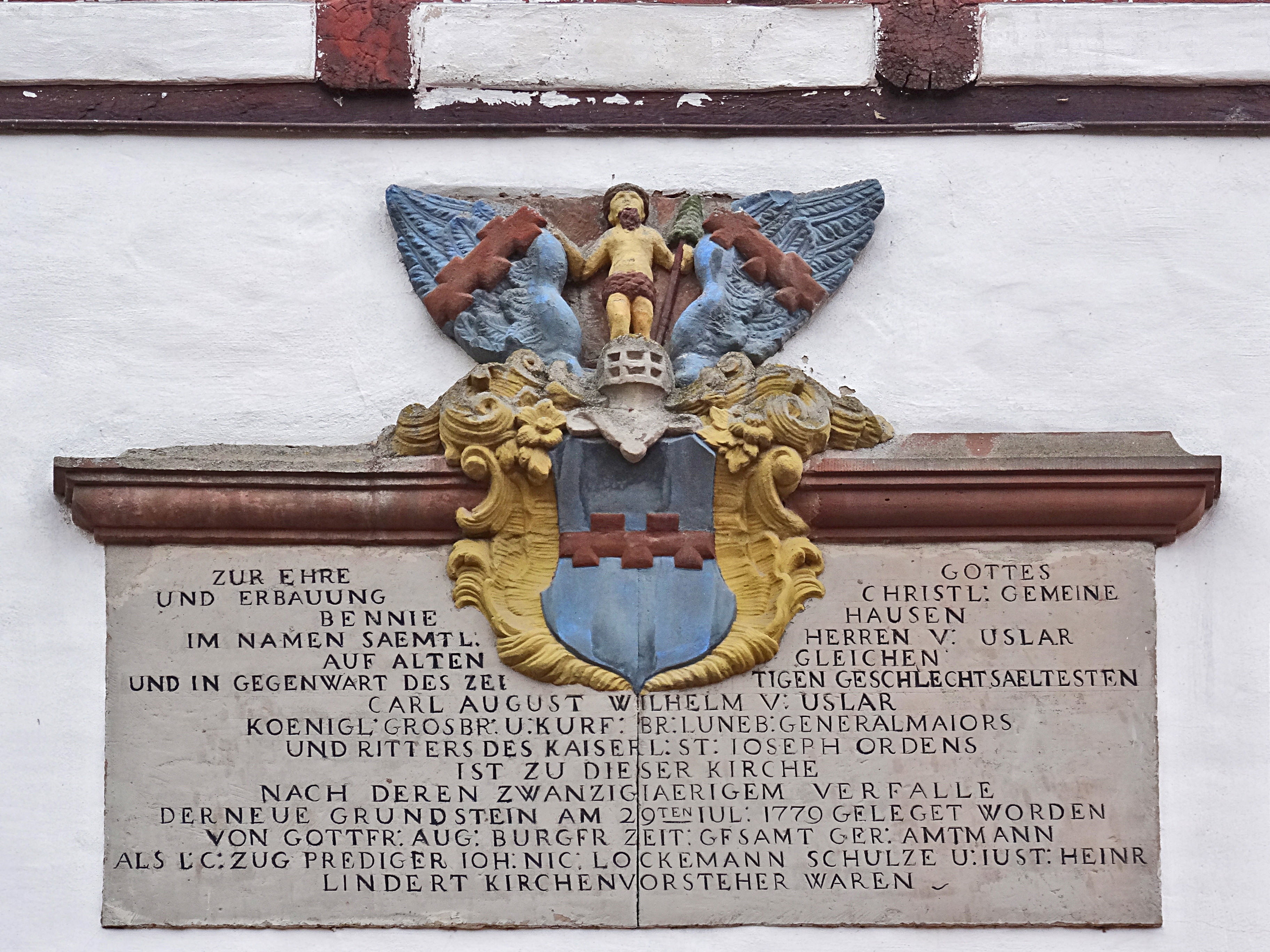
Schrifttafel

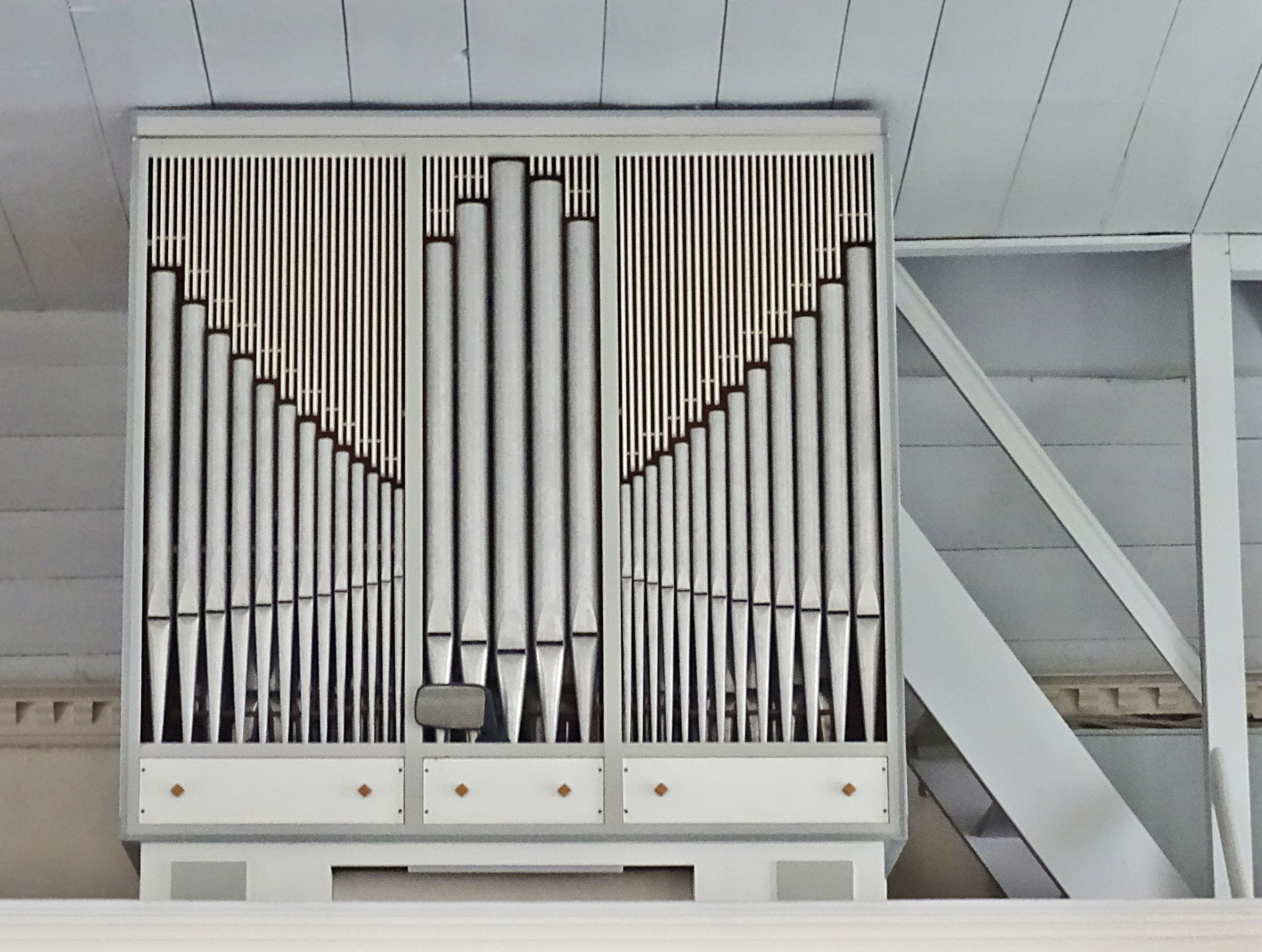
Die Orgel

Die Kirche in Benniehausen war eine Stiftung der von Uslar-Gleichen, die bis heute das Kirchenpatronat ausüben. Auf ihre Veranlassung wurde die barocke Kirche 1779/87 neu errichtet. Über dem östlichen Portal befindet sich das Uslarsche Familienwappen. Die verputzte Saalkirche hat drei Achsen und ist mit Ecksteinen versehen. Der Dachturm im Westen aus Fachwerk hat eine welsche Haube. Im Glockenstuhl hängen zwei Kirchenglocken, eine wurde 1838, die andere wurde 1947 von J. F. Weule gegossen. Der Innenraum wird von einem flachen Tonnengewölbe überspannt. Im Westen ist eine u-förmige Empore. Der klassizistische Kanzelaltar steht im Westen der Kirche, die Orgel auf der Empore im Osten. Die erste Orgel mit 6 Registern, verteilt auf ein Manual und ein Pedal, wurde 1857 durch Carl Heyder gebaut. Sie wurde 1968 durch ein neues Werk unter Verwendung von Teilen der Vorgängerorgel durch Albrecht Frerichs ersetzt.